# زبان خورش‌رستمی
خورش‌رستمی یک زبان رو به مرگ ایرانی شمال غربی و مرتبط با تالشی است.